# カス郡 (ミズーリ州)
カス郡（英: Cass County）は、アメリカ合衆国ミズーリ州の西部に位置する郡である。人口は10万7824人（2020年）。郡庁所在地はハリソンビルである。郡内にはカンザスシティやリーズ・サミットなど大都市幾つかの部分が入っている。カス郡は1835年3月3日にヴァンビューレン郡として組織化されたが、1848年にミシガン州選出のアメリカ合衆国上院議員ルイス・カスに因んで改名された。カスは後にアメリカ合衆国大統領候補になった。
カス郡はカンザスシティ都市圏に属している。

## 歴史
ハリソンビル市ができた地域は元々「デギラ」族インディアンが住んでいた。スー語を話し、オーセージ族、クアポー族、オマハ族、ポンカ族、コー族が含まれていた。
カンザ族は、南のカンザス川とミズーリ川の合流点から北のベイツ郡北縁まで広がっており、現在ではプレザントヒル、ガーデンシティ、アーチー、ドレクセルの町がある場所を占有していた。南東の境界ではオーセージ族と接していた。ただしこれら部族のどれも恒久的な定住地を持ったという証拠は無い。
アメリカ人が地域に入ってきた後、ハリソンビル南西にあった宿営地には、500人ものインディアンが訪れ、白人と同じくらい宗教的な礼拝に興味を抱いているように見えた。これらインディアンはショーニー族とデラウェア族であり、共にアルゴンキン語族だった。
1818年、州南部の土地がデラウェア族に特許されたが、1825年には返上され、彼等の大半はカンザス州の居留地に移動し、他の者はそれ以前にテキサス州に向けて出て行った。ハリソンビル地域に残った者達はソーク族、フォックス族、キカプー族に密接な関係がある者だった。
現在のハリソンビル地域に最初に入ってきたアメリカ人は1830年のジェイムズ・ラッキーだった。その他初期開拓者としては、ハンフリー・ハント、ジョン・ブライス、ジョセフ・ハズペス博士がいた。ラッキーは郡庁舎のために取っておかれた公有地に、丸太小屋と小さな畑を造ったので、「不法移住者」と見なされた。
町の場所は、1835年のミズーリ州議会の法の下で、ラファイエット郡のデイビッド・ウォルドとジャクソン郡のサミュアル・ヒンクとウィリアム・ブラウンが決めた。同年郡の最初の委員会が開かれ、郡名をヴァンビューレン郡としていた。1835年9月14日、委員のジェイムズ・マクレランとウィリアム・サベージが、ペキュリアの南東3マイル (5 km) にあったマクレランの家で会した。ウィリアム・ライアンが郡書記官に指名され、郡政府が組織化された。このときグランドリバー郡区もできた。
1837年春、1836年冬に州議会が指名した委員であるエノク・ライス、フランシス・プライン、ウェルカム・スコットがハリソンビルの町の場所を決めた。これら委員に、測量官のマティン・ライスが加わり、1837年4月3日にジョン・クックの家で会合を開き、最終的にラッキーの占有権を認めた。同年5月、彼等は町の北東部第3、4、5、6区画と北西部4分の1のセクション4の区画割りを決めた。この広さ160エーカー (0.64 km2) の土地に4つの通りを造ることとした。東西方向はウォール通りとパール通り、南北方向はレキシントン通りとインディペンデンス通りとされ、幅は40フィート (12 m) 未満とされた。1837年4月8日、フレミング・ハリスが町の委員に指名された。この年6月12日、町で最初の区画が販売された。公共広場に面している区画は20ドル、そうでない区画は10ドルとされた。
町の名前として「デモクラット」が強く推されたが、最後は拒否された。その代わりにミズーリ州選出アメリカ合衆国下院議員アルバート・G・ハリソンに因んでハリソンビルと命名された。
1835年10月8日、郡内で初の教会がハリソンビルで組織化された。ホープウェルあるいはニューホープ・バプテストと呼ばれる町の南西2マイル (3 km) にあった。
町に建てられた最初の家は1836年にジェイソン・L・ディッキーが建てたものだった。
ハリソンビルでは初、郡内では2番目の監獄が1838年に設立された。その場所はインディペンデンス通り312Sであり、その後に機能を引き継いだ場所の1つが州内の歴史史跡に登録されている。
ハリソンビルに鉄道が敷かれた。現在ミズーリ・パシフィック鉄道およびフリスコ鉄道と呼ばれているものである。鉄道建設のために、悪名高い「ガンシティ虐殺」が起こった。その前哨戦は1857年から始まっていた。カス郡はパシフィック鉄道の株を大量に引き受けていた。この会社が新しいセントルイス・サンタフェ鉄道に債権を譲渡し、そこからさらにニューヨーク市にランドグラント鉄道建設会社に渡った。カス郡民は差し止め命令によってこれら債権の現金化を止めようとしたが、法的手続きと判決により、新しい債権が密かに発行された。郡民はこの展開を、同じ債権について郡が支払いを再度義務づけられれば無価値になってしまう最初の債権の保有者を救済する不正操作だと見なした。この詐欺行為を実行したとされる郡検察官や郡政委員を含む3人が1872年4月24日に射殺された。彼等はミズーリ州ブライソンとカンザス州パオラを結ぶケイティ鉄道の支線で列車に乗っている時だった。その場所が現在のガンシティの中あるいは近くとされている。この殺人事件で41人が逮捕され裁判に掛けられたが、有罪とされた者はいなかった。射殺事件があった時、ポーター・J・コストンが所有する共和党系の新聞社が、同じ暴徒に襲われて燃やされた。
南北戦争が始まる前の1860年、州内12都市が人口2,500人を超えていた。ハリソンビルの人口は675人で州内37位だった。1863年、町の住民が出て行き、監獄を含め建物の大半が燃やされた。この年の短期間、ハリソンビル砦が北軍の要衝となり、北軍に忠実な家族を守った。

## 地理
アメリカ合衆国国勢調査局に拠れば、郡域全面積は702.67平方マイル (1,819.9 km2)であり、このうち陸地698.99平方マイル (1,810.4 km2)、水域は3.68平方マイル (9.5 km2)で水域率は0.52％である。

### 主要高規格道路
- アメリカ国道71号線
- ミズーリ州道2号線
- ミズーリ州道7号線
- ミズーリ州道58号線
- ミズーリ州道291号線

### 隣接する郡
- ジャクソン郡 - 北
- ジョンソン郡 - 東
- ヘンリー郡 - 南東
- ベイツ郡 - 南
- マイアミ郡 (カンザス州) - 西
- ジョンソン郡 (カンザス州) - 北西

## 人口動態
以下は2000年国勢調査による人口統計データである。
| 基礎データ - 人口: 82,092人 - 世帯数: 30,168 世帯 - 家族数: 22,9889 家族 - 人口密度: 45人/km2（117人/mi2） - 住居数: 31,677軒 - 住居密度: 18軒/km2（45軒/mi2） 人種別人口構成 - 白人: 95.62% - アフリカン・アメリカン: 1.42% - ネイティブ・アメリカン: 0.58% - アジア人: 0.48% - 太平洋諸島系: 0.04% - その他の人種: 0.50% - 混血: 1.35% - ヒスパニック・ラテン系: 2.21% 年齢別人口構成 - 18歳未満: 28.4% - 18-24歳: 7.3% - 25-44歳: 30.2% - 45-64歳: 22.3% - 65歳以上: 11.7% - 年齢の中央値: 36歳 - 性比（女性100人あたり男性の人口） - 総人口: 95.9 - 18歳以上: 92.9 | 世帯と家族（対世帯数） - 18歳未満の子供がいる: 38.1% - 結婚・同居している夫婦: 63.6% - 未婚・離婚・死別女性が世帯主: 9.1% - 非家族世帯: 23.8% - 単身世帯: 20.0% - 65歳以上の老人1人暮らし: 8.5% - 平均構成人数 - 世帯: 2.69人 - 家族: 3.09人 収入と家計 - 収入の中央値 - 世帯: 49,562米ドル - 家族: 55,258米ドル - 性別 - 男性: 39,001米ドル - 女性: 26,174米ドル - 人口1人あたり収入: 21,073米ドル - 貧困線以下 - 対人口: 5.8% - 対家族数: 4.2% - 18歳未満: 7.0% - 65歳以上: 5.2% |

## 都市と町
| - ハリソンビル - 郡庁所在地 - ベルトン - レイモア - カンザスシティ（部分） - リーズ・サミット（部分） - アーチー - ボールドウィンパーク - クリーブランド - クレイトン - ドレクセル - イーストリン | - フリーマン - ガーデンシティ - ガンシティ - レイクアネット - レイクウィネバゴ - ロッホロイド - ペキュリア - プレザントヒル - ストラスバーグ - ウェストライン |

## 政治

### 地方
カス郡の地方レベルでは共和党が大半の政治を支配しており、郡の選挙で選ばれる役職は3人を除いて独占している。

#### 2008年大統領予備選挙
2008年の大統領予備選挙で、カス郡は共和党のジョン・マケインと民主党のヒラリー・クリントンを選んだ。民主党の予備選挙ではヒラリー・クリントンが1位となり、さらに2位になったバラク・オバマと共に共和党予備選挙で各候補に投じられた票数よりも多かった。